# Lutwin (Patrizier)

Siegel des Walter Lutwin mit Wappen

Die Lutwin waren ein Patriziergeschlecht in Heilbronn.
Die Lutwin zählen zu den ältesten Heilbronner Patriziergeschlechtern. Sie sind 1307 mit Conrad, Sohn des Lutwin, erstmals belegt. Von 1328 bis 1331 wird Walter Lutwin als Bürgermeister von Heilbronn erwähnt, ein Hans Lutwin war in den 1360er Jahren Richter und Bürgermeister in Heilbronn und wird vielfach in Urkunden genannt. Vorher und nachher werden auch noch Nicolaus, Kunz, Erhard, Steffan und Eitel Lutwin erwähnt. Angehörige des Geschlechts besaßen auch württembergische Lehen. Die Söhne des alten Lutwin von Heilbronn, nämlich Kunz Lutwin und Steffan Lutwin, Kirchher zu Beihingen, verkauften am 23. November 1376 ihren Anteil an Großgartach an Graf Eberhard II. Auch der alte Lutwin selbst verkaufte am 15. Dezember 1376 seinen Anteil.
Im Stadtarchiv Heilbronn hat sich eine Urkunde erhalten, auf deren Siegel das Wappen der Familie abgebildet ist.